# Mammillaria plumosa
Mammillaria plumosa (укр. Мамілярія плюмоза, мамілярія пір'яста) — сукулентна рослина з роду мамілярія (Mammillaria) родини кактусових (Cactaceae).

## Історія

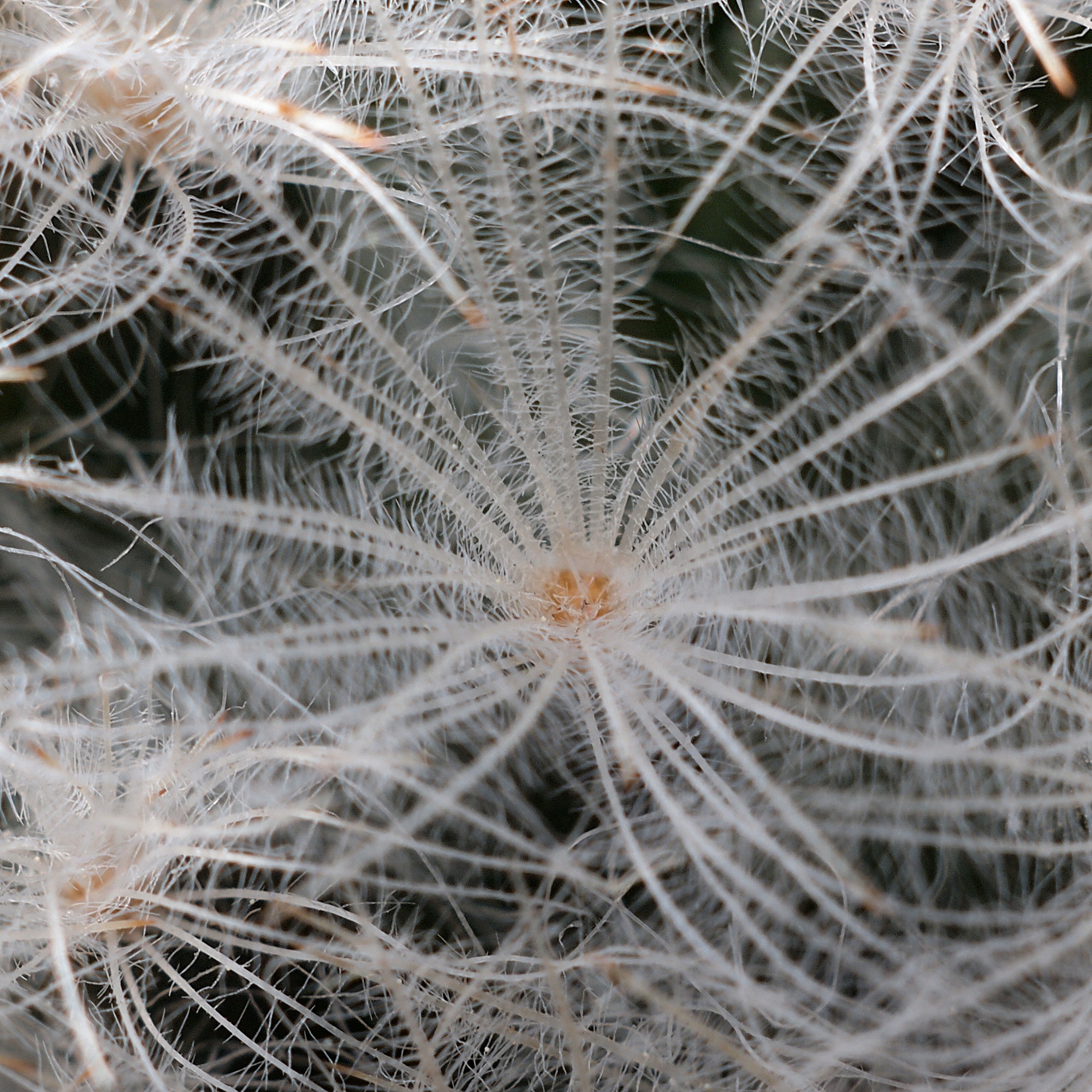
Колючки Mammillaria plumosa нагадують пір'я

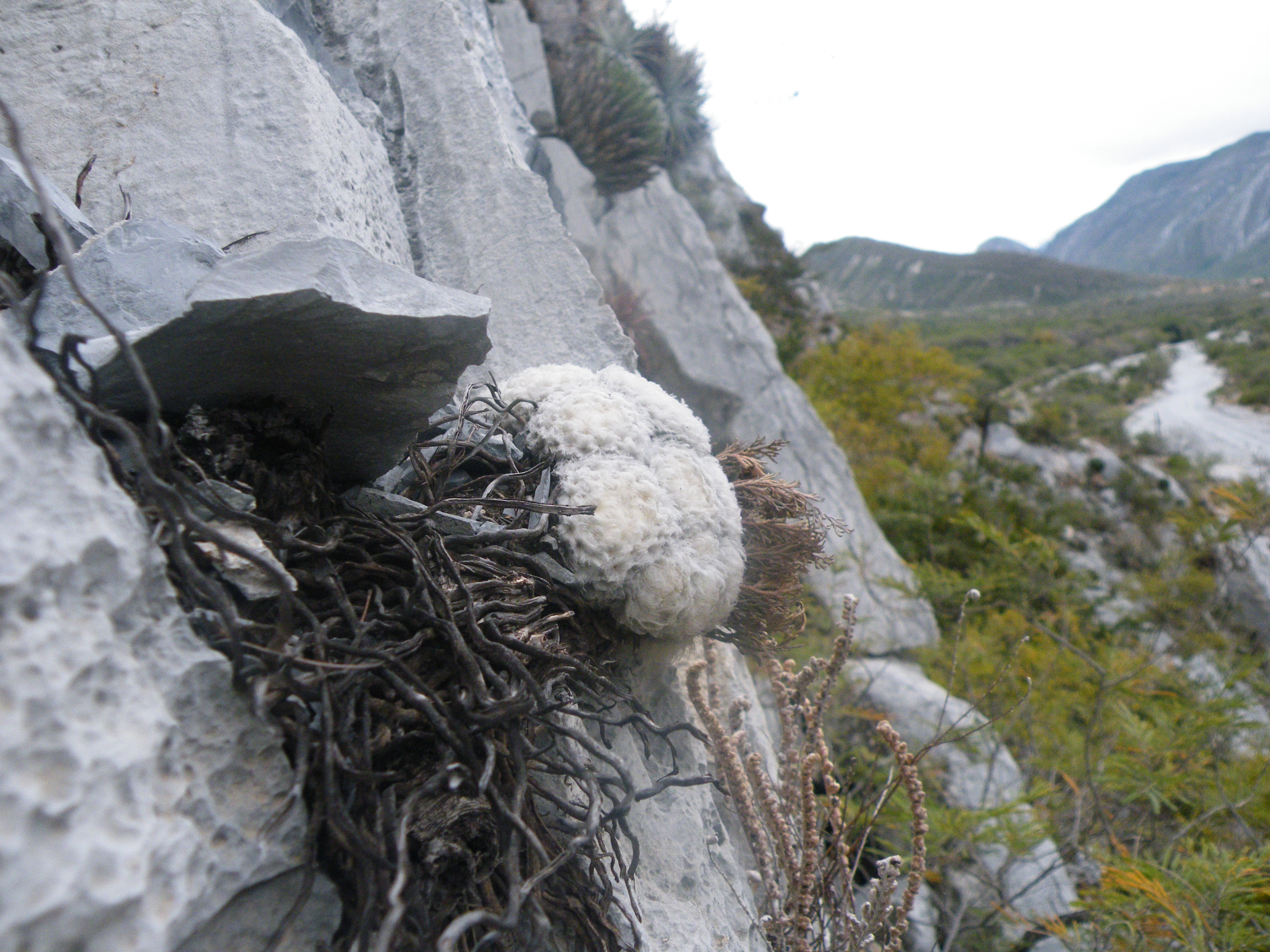
Mammillaria plumosa у природних умовах на скелястому схилі, штат Нуево-Леон

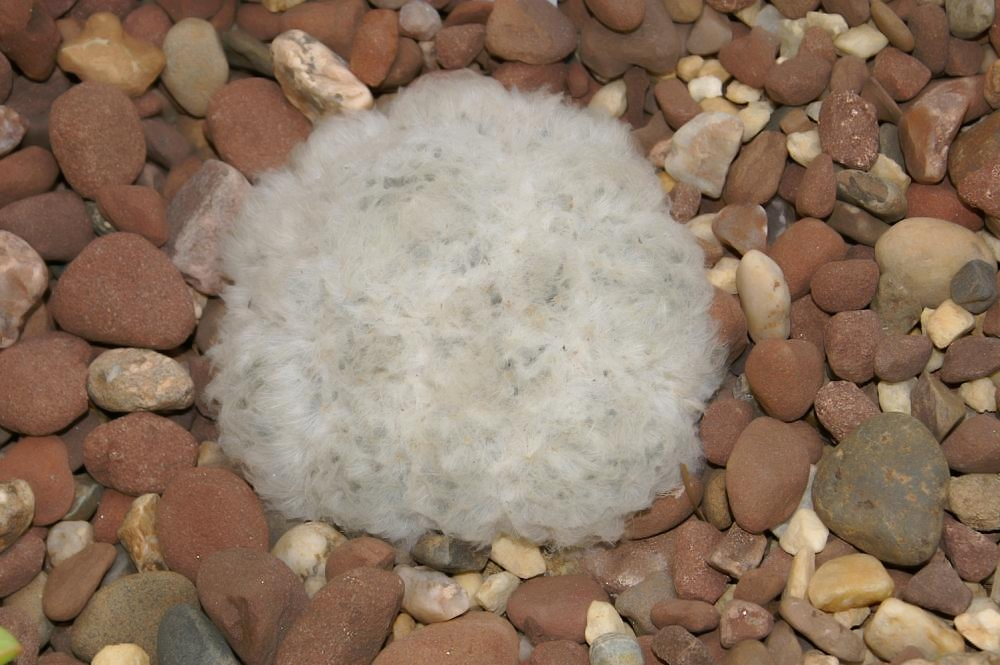
Mammillaria plumosa в ботанічному саду Балтимора, Меріленд, США

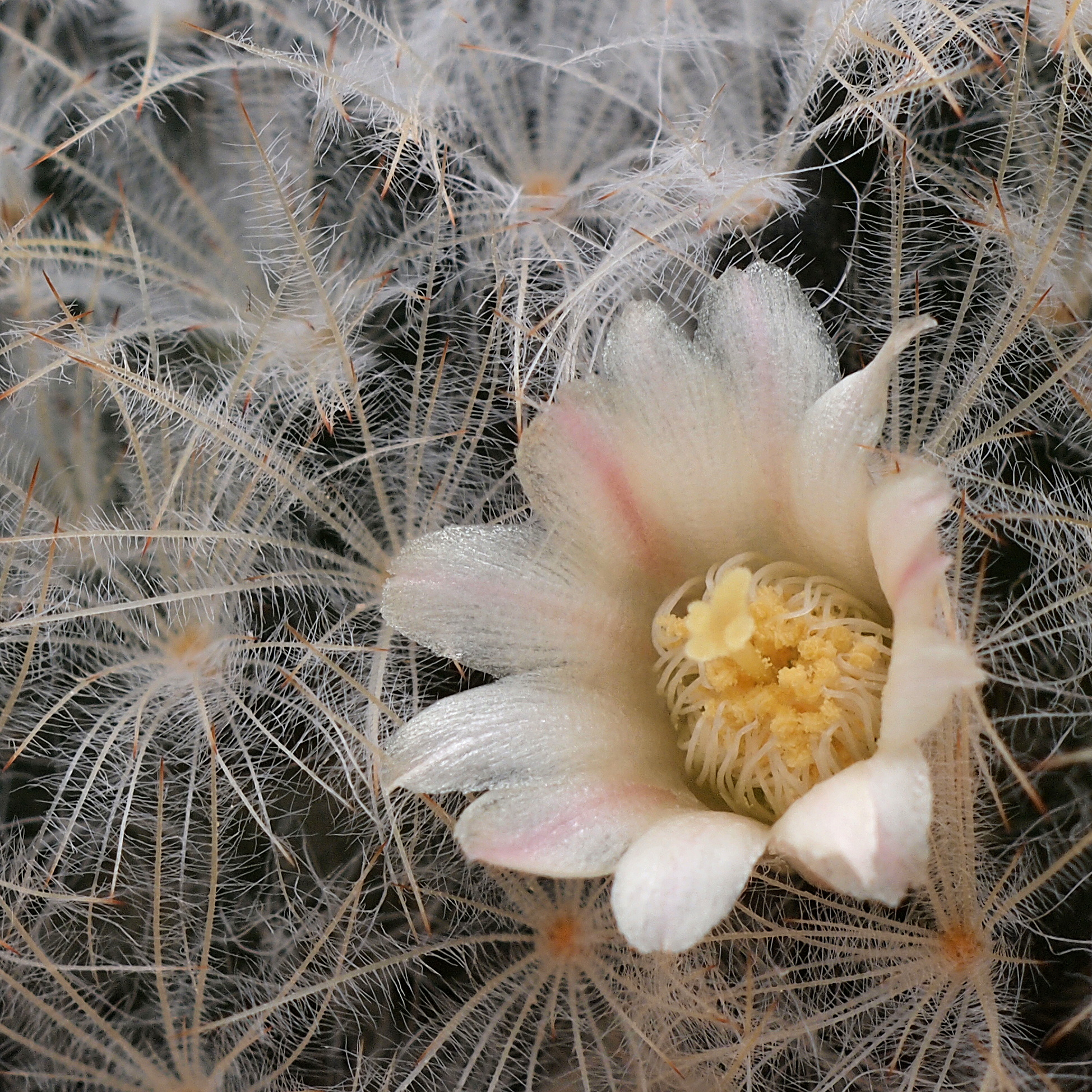
Квітка Mammillaria plumosa

Вид вперше описаний французьким ботаніком Фредеріком Альбертом Константином Вебером (фр. Frédéric Albert Constantin Weber, 1830—1903) у 1898 році у виданні «Садовий словник» (фр. «Dictionnaire d'Horticulture»).

## Етимологія
Видова назва означає «пір'яста».

## Ареал і екологія
Mammillaria plumosa є ендемічною рослиною Мексики. Ареал розташований у штатах Коауїла, Мехіко і Нуево-Леон. Рослини зростають на висоті від 730 до 1350 метрів над рівнем моря на вапнякових скелях у розріджених ксерофітних чагарниках.

## Морфологічний опис
| Орган              | Опис                                                                                 |
| Рослини            | формують низькі, щільні пагорби, до 40 см завширшки.                                 |
| Коріння            |                                                                                      |
| Стебло             | кулясте, 6-7 см заввишки і в діаметрі.                                               |
| Епідерміс          | світло-зелений.                                                                      |
| Маміли             | дуже м'які, циліндричні, без молочного соку.                                         |
| Ареоли             |                                                                                      |
| Аксили             | укриті пухом.                                                                        |
| Центральні колючки | немає.                                                                               |
| Радіальні колючки  | приблизно 40, оперені, білі, 3-7 мм завдовжки.                                       |
| Квіти              | білі, до 15 мм завдовжки, іноді з помітною центральною рожевою смужкою на пелюстках. |
| Бутони             |                                                                                      |
| Зовнішні пелюстки  |                                                                                      |
| Внутрішні пелюстки |                                                                                      |
| Тичинки            |                                                                                      |
| Маточка            |                                                                                      |
| Плоди              | булавоподібні, темно-пурпурно-рожеві, до 15 мм завдовжки.                            |
| Насіння            | від червонувато-коричневих до чорних.                                                |

## Чисельність, охоронний статус та заходи по збереженню
Mammillaria plumosa входить до Червоного списку Міжнародного союзу охорони природи видів, близьких до загрозливого стану (NT).
Вид має площу розміщення 7500 км². Продовжується зниження чисельності рослин внаслідок поточного збору, але кількість місць зростання, можливо, перевищує десять, а ареал навряд чи буде сильно фрагментованим.
Одна відома субпопуляція знаходиться в межах природоохоронної території.
У Мексиці ця рослина занесена до Національного переліку видів, що перебувають під загрозою зникнення, де вона включена до категорії «загрозливий».
Охороняється Конвенцією про міжнародну торгівлю видами дикої фауни і флори, що перебувають під загрозою зникнення (CITES).

## Використання
Цей вид незаконно збирається для торгівлі як декоративна рослина. Місцева населення також збирає рослини з дикої природи і продає їх на місцевих ринках на Різдво, так як вони використовуються для прикраси сцени Різдва.

## Утримання в культурі
Це дуже популярний в культурі вид. Має декілька форм, але всі вони утворюють великі, вражаючі, волохаті колонії до 50 см і більше в діаметрі. Відмінності спостерігаються лише у формі і розмірах верхівок стебел, при цьому деякі дуже помітні, і в культурі досягають 8 — 10 см у діаметрі, нагадуючи зібрані в купу сніжки. Інші можуть бути дрібними, до 3 см у діаметрі, і утворювати рівномірні, приплюснуто-округлі гірки.
У культурі нескладна, і можна отримати велику колонію менш ніж за 10 років. Їй не потрібно глибокий посуд; величезні рослини можуть рости в посуді не глибше 8 см.
Ґрунтова суміш повинна бути проникною; до 50 % крупного піску або щебеню (можна вапняної крихти, оскільки вид виростає на вапнякових ґрунтах) у складі суміші забезпечать необхідний дренаж. Максимальне освітлення сприяє компактності зростання, доброму розвитку колючок і цвітінню.
Випадає із загальних правил догляду за родом Mammillaria, оскільки її активне зростання припадає на зимові місяці. В цей час кактус треба утримувати в теплому місці і помірно та обережно поливати, намагаючись не змочувати густоопушене стебло рослини, тому що це може привести до його загнивання. У будь-який час року цей вид Mammillaria треба поливати дуже мало і дуже обережно.